# Sprinkhaanvlokreeft
De sprinkhaanvlokreeft (Gammarus locusta) is een vlokreeftensoort uit de familie van de Gammaridae. De wetenschappelijke naam van de soort werd als Cancer locusta in 1758 gepubliceerd door Carl Linnaeus.
De soort kan 20 mm (vrouwtjes) tot 33 mm (mannetjes) groot worden. De kleur is beige of groenachtig bruin met een rode vlek op de eerste drie staartsegmenten.. De soort wordt algemeen aangetroffen in de ondiepe kustzones van West-Europa, van IJsland en Noorwegen tot Portugal. Hier leeft hij op algen.

Print van Gammarus locusta, Special Collection Universiteit van Amsterdam
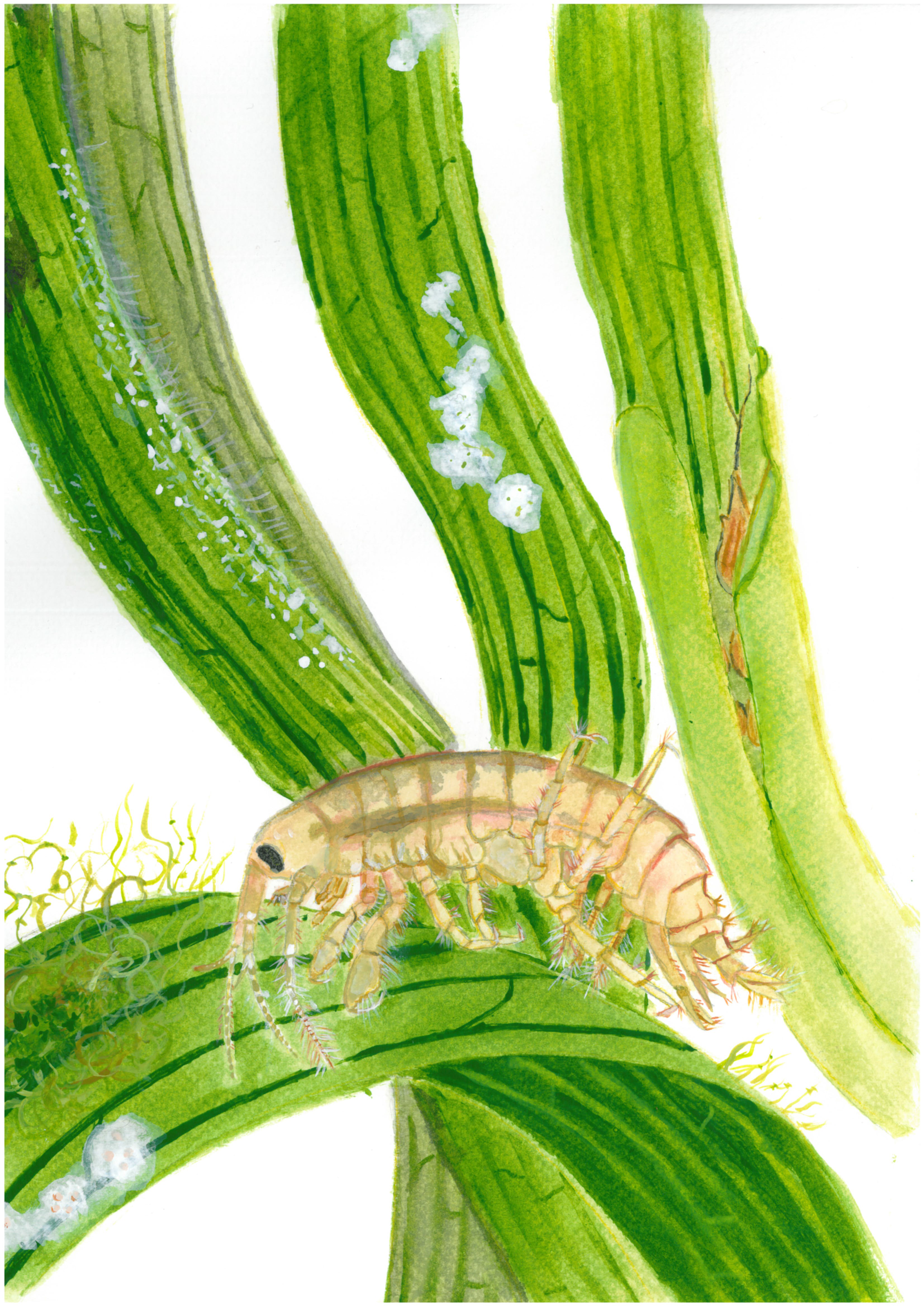
Print van Gammarus locusta op Zeegras
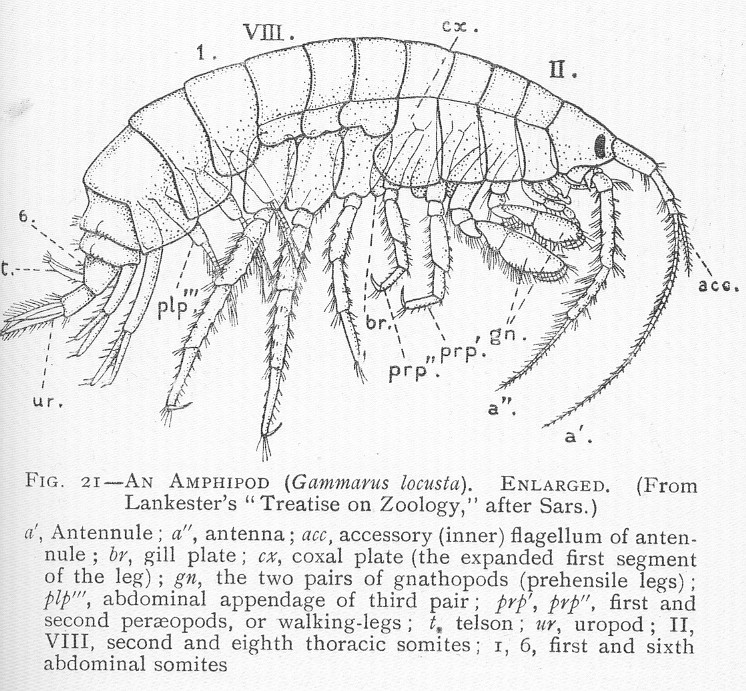
Gammarus locusta, Freshwater and Marine Image Bank van de University of Washington.